# پیر هد

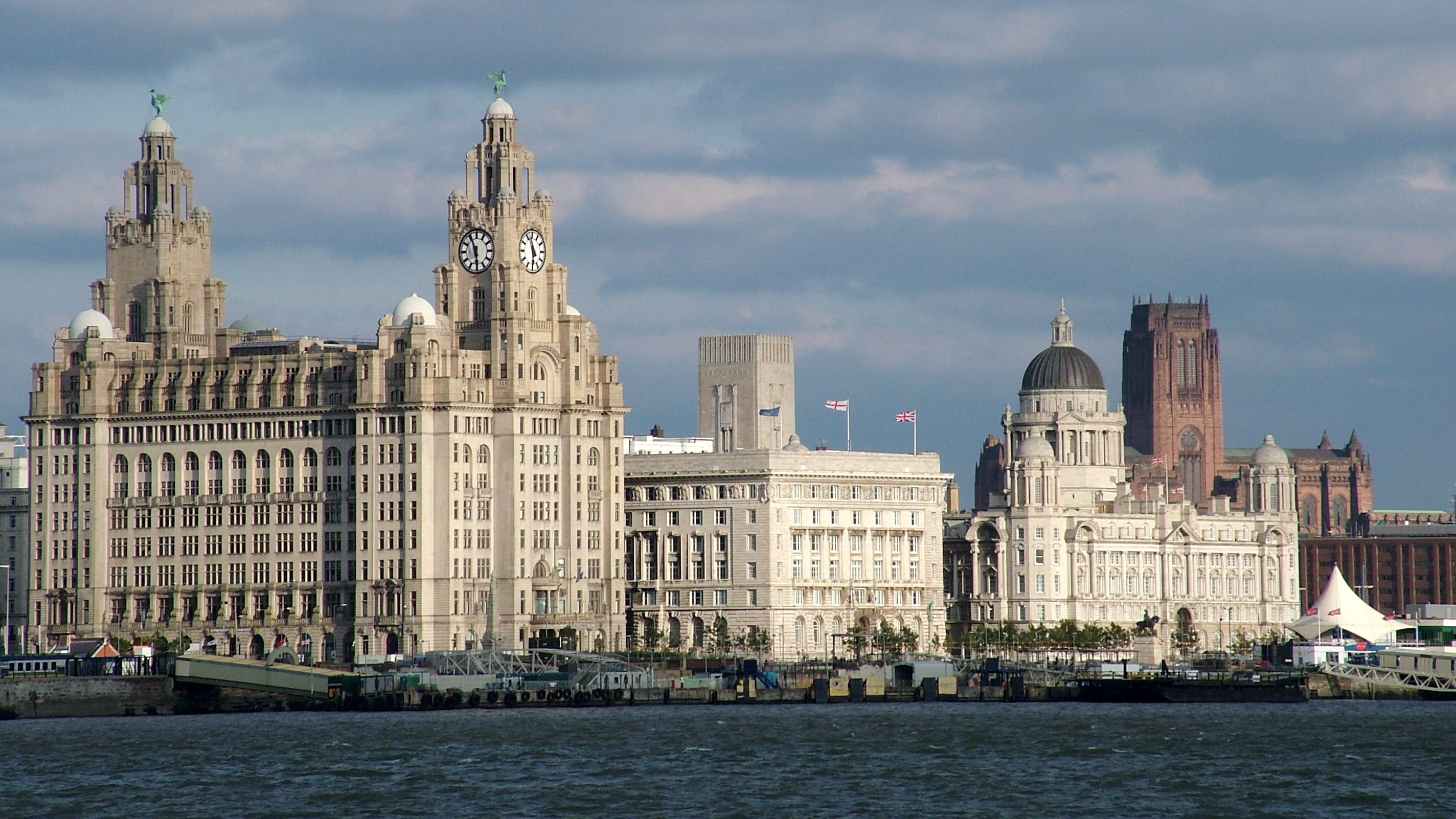
پیر هد لیورپول، به‌همراه Royal Liver Building, Cunard Building و Port of Liverpool Building و کلیسای جامع لیورپول در پشت زمینه

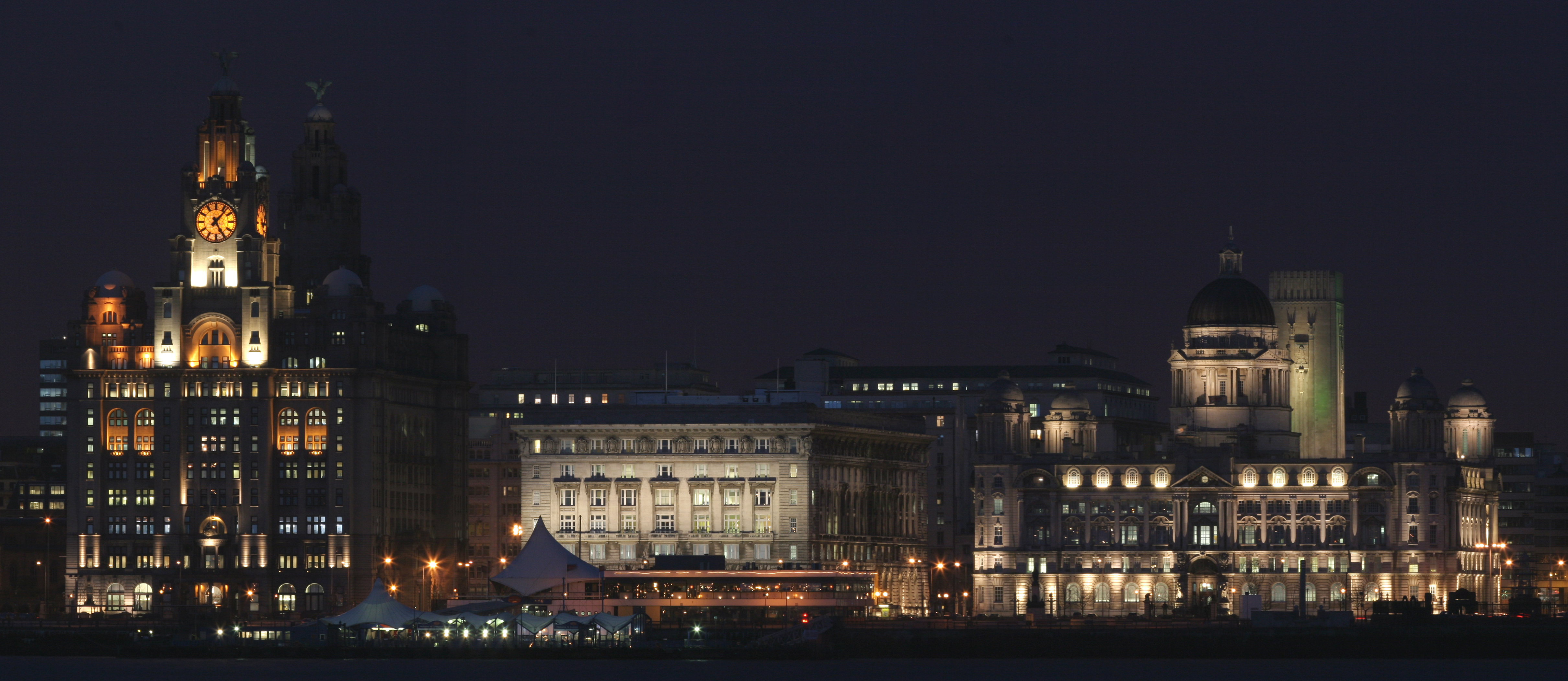
پیر هد در شب

پیر هد (انگلیسی: Pier Head) یا جورجز پیر هد منطقه‌ای در کنار رود مِرزی در شهر لیورپول، انگلستان است.
این منطقه که شامل مجموعه‌ای از ساختمان‌ها، فضاهای باز تفریحی و تعدادی نمادهای یادواره‌ای می‌باشد به عنوان جزئی از تجارت دریایی لیورپول در سال ۲۰۰۴ میلادی در فهرست میراث جهانی یونسکو ثبت شده‌است.